# 法国大革命博物馆
法国大革命博物馆（法語：Musée de la Révolution française）是世界上唯一一个关于法国大革命的专门博物馆，位于法国奥弗涅-罗讷-阿尔卑斯大区伊泽尔省维济勒，在格勒诺布尔以南15公里，在“拿破仑之路”上。
展览包括Jean-Baptiste Wicar的“法兰西共和国”和William James Grant的La cocarde (The Cockade)，代表皇后约瑟芬·德·博阿尔内和她的女儿奥坦丝·德·博阿尔内。博物馆在1984年7月13日开幕，法国国民议会议长Louis Mermaz和两位部长出席了仪式。 
法国大革命博物馆设于维济勒城堡（Château de Vizille）内，是大革命时期文献的中心。

## 图片集

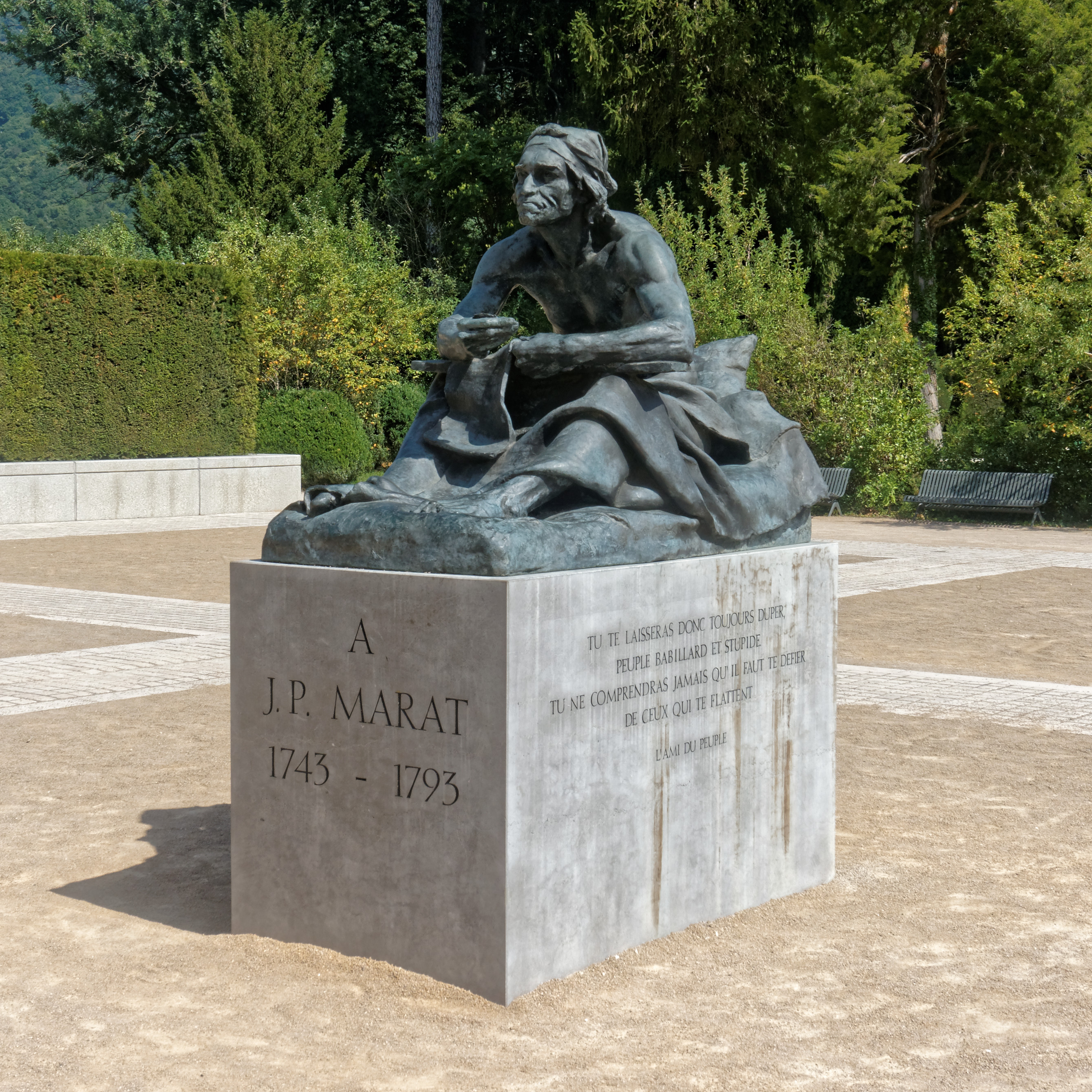
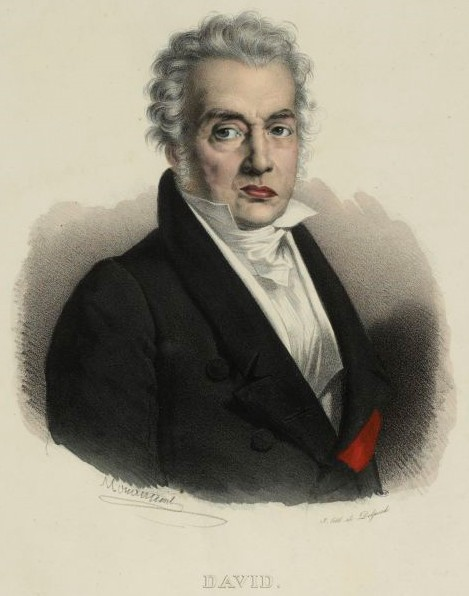
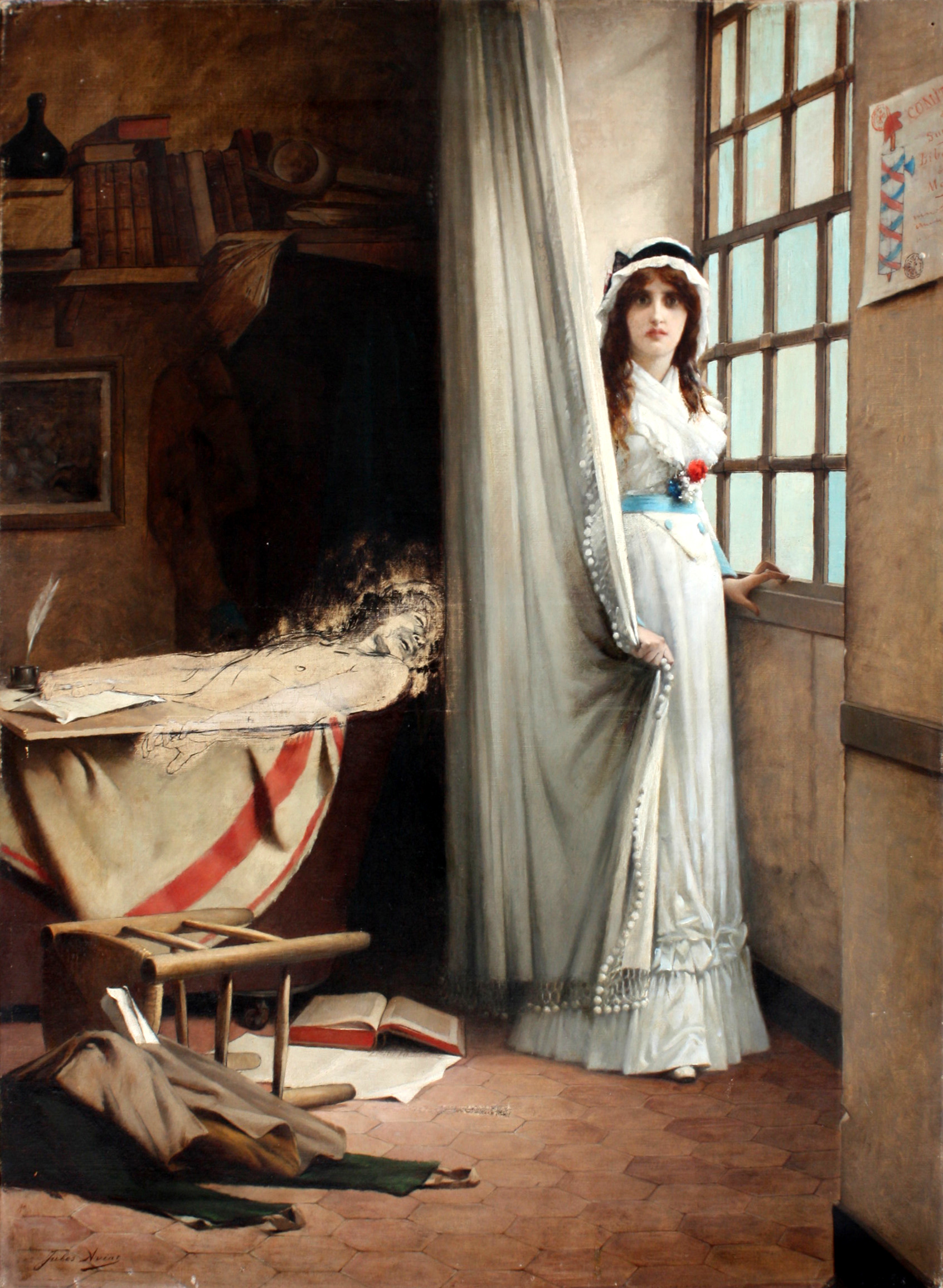
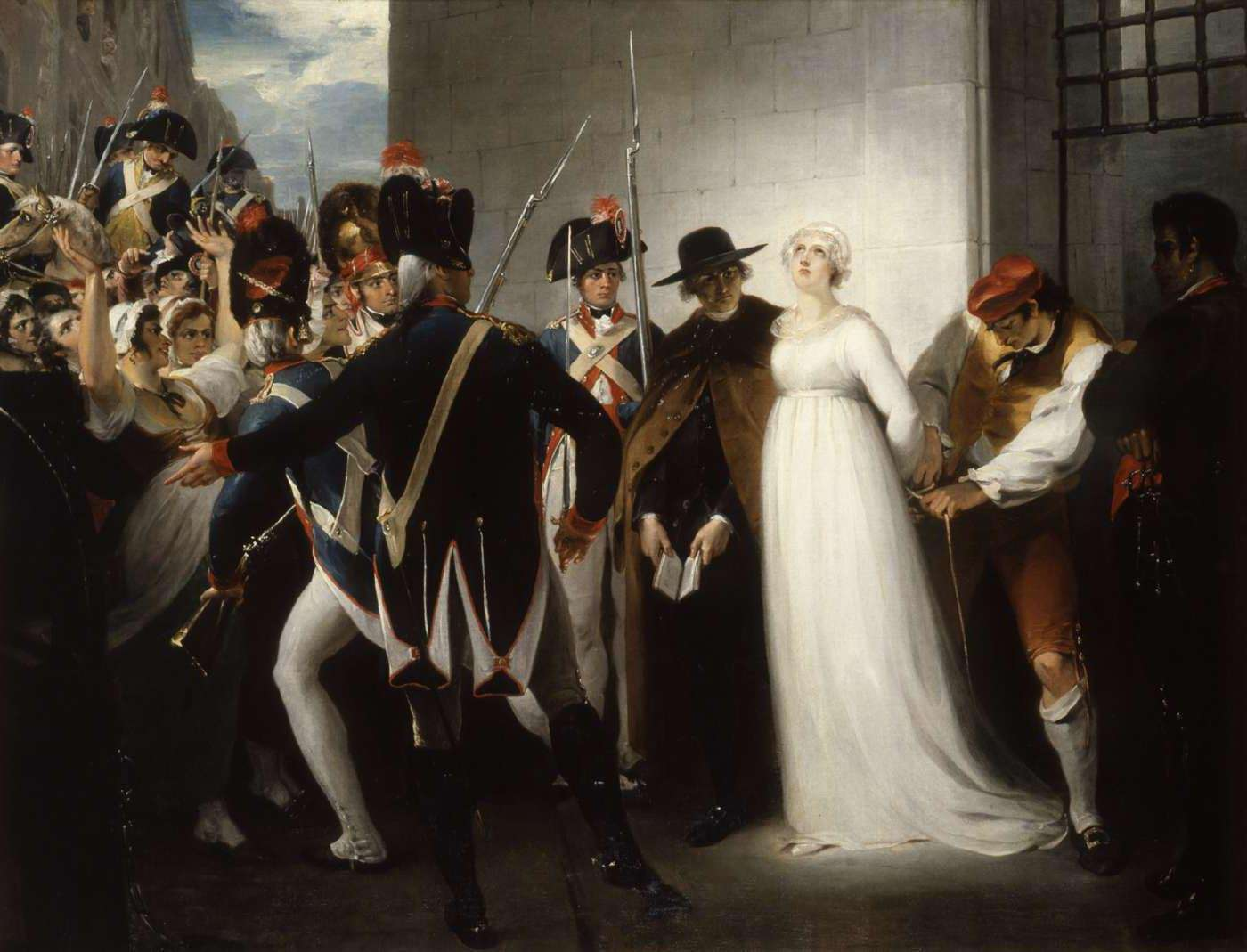
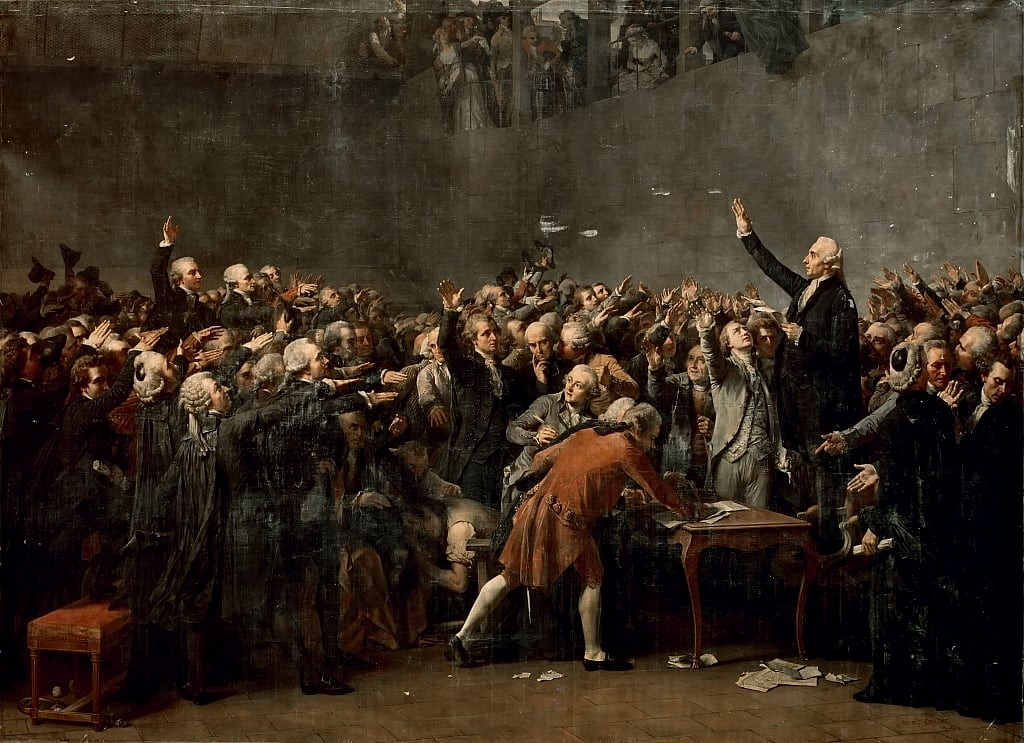
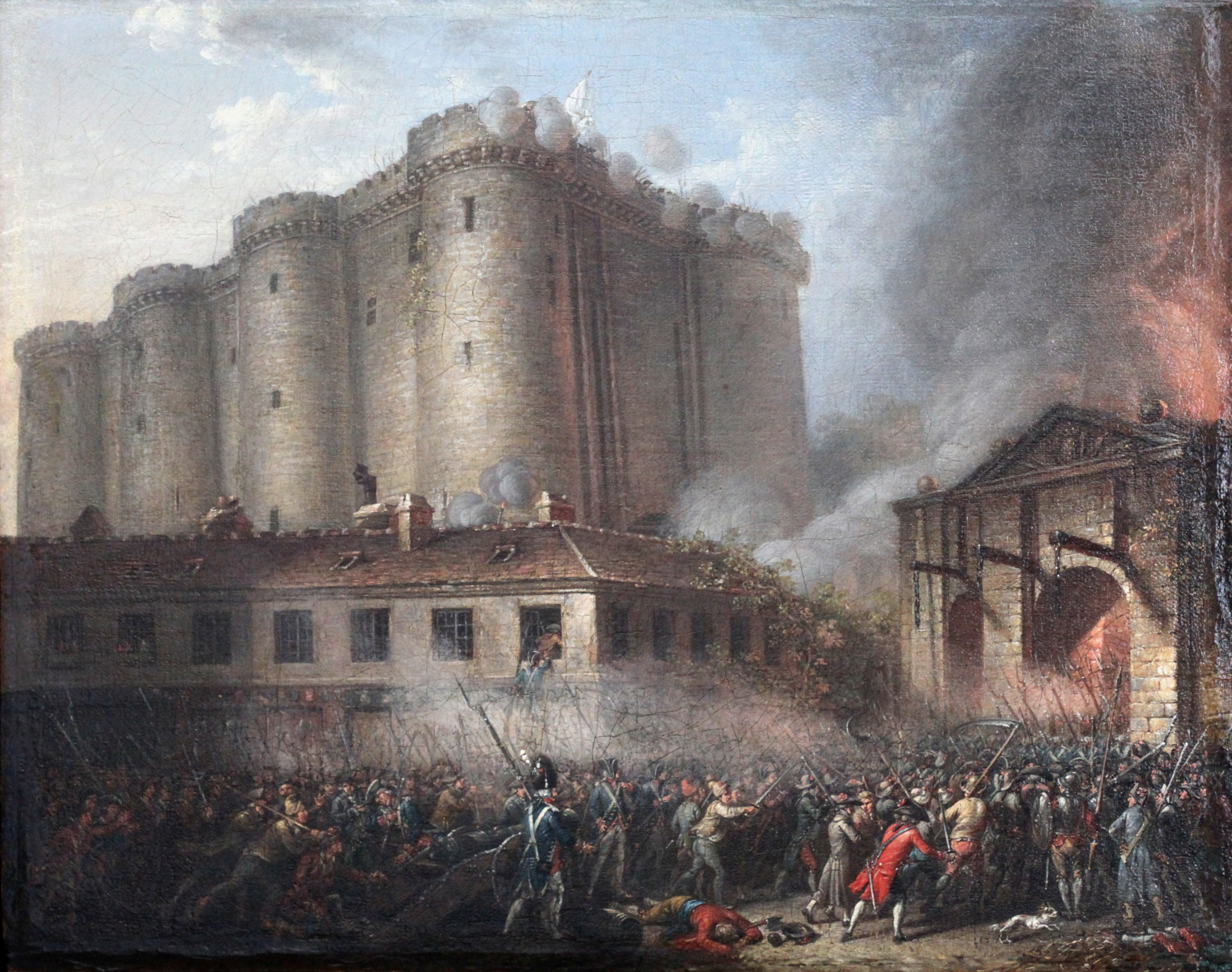
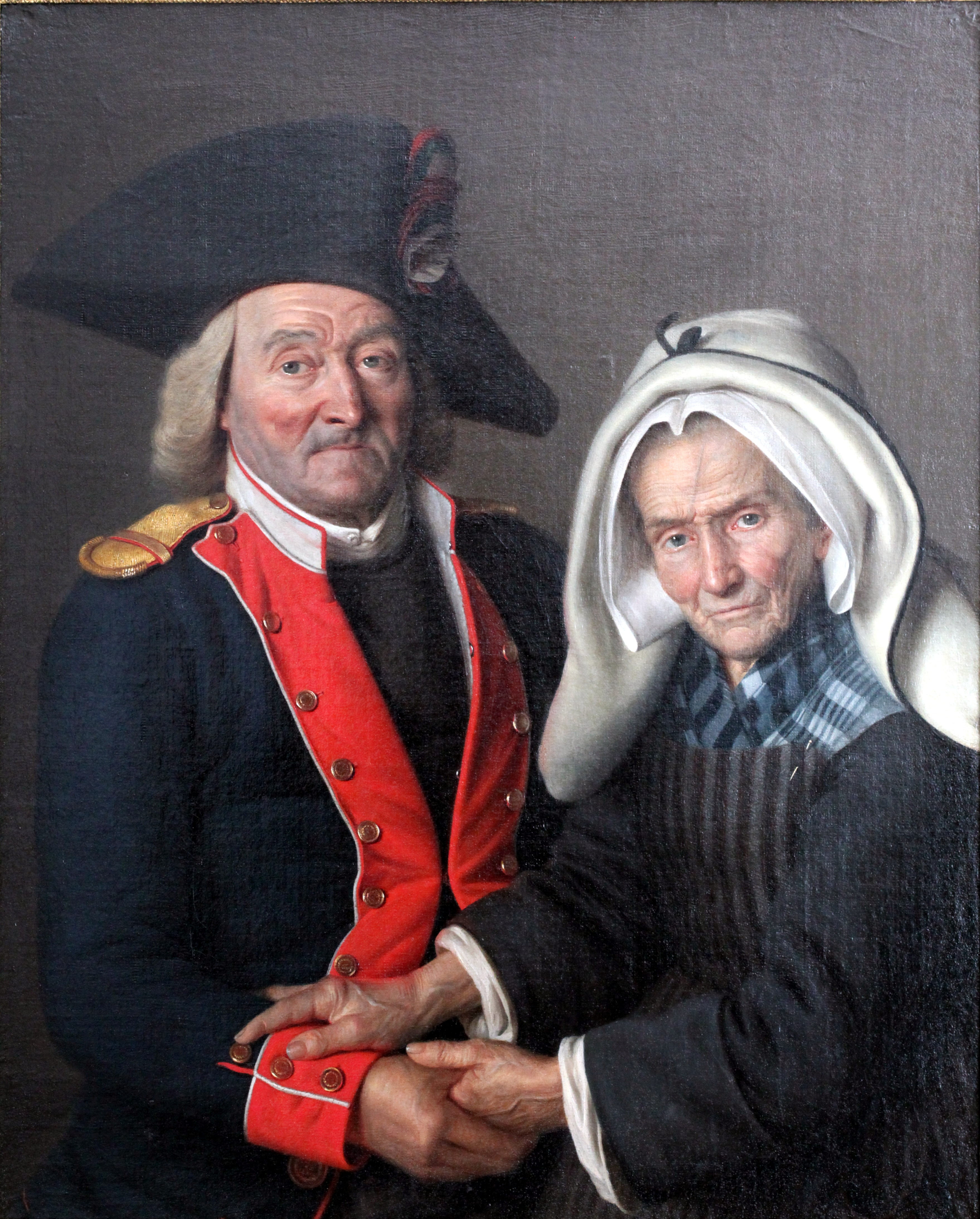
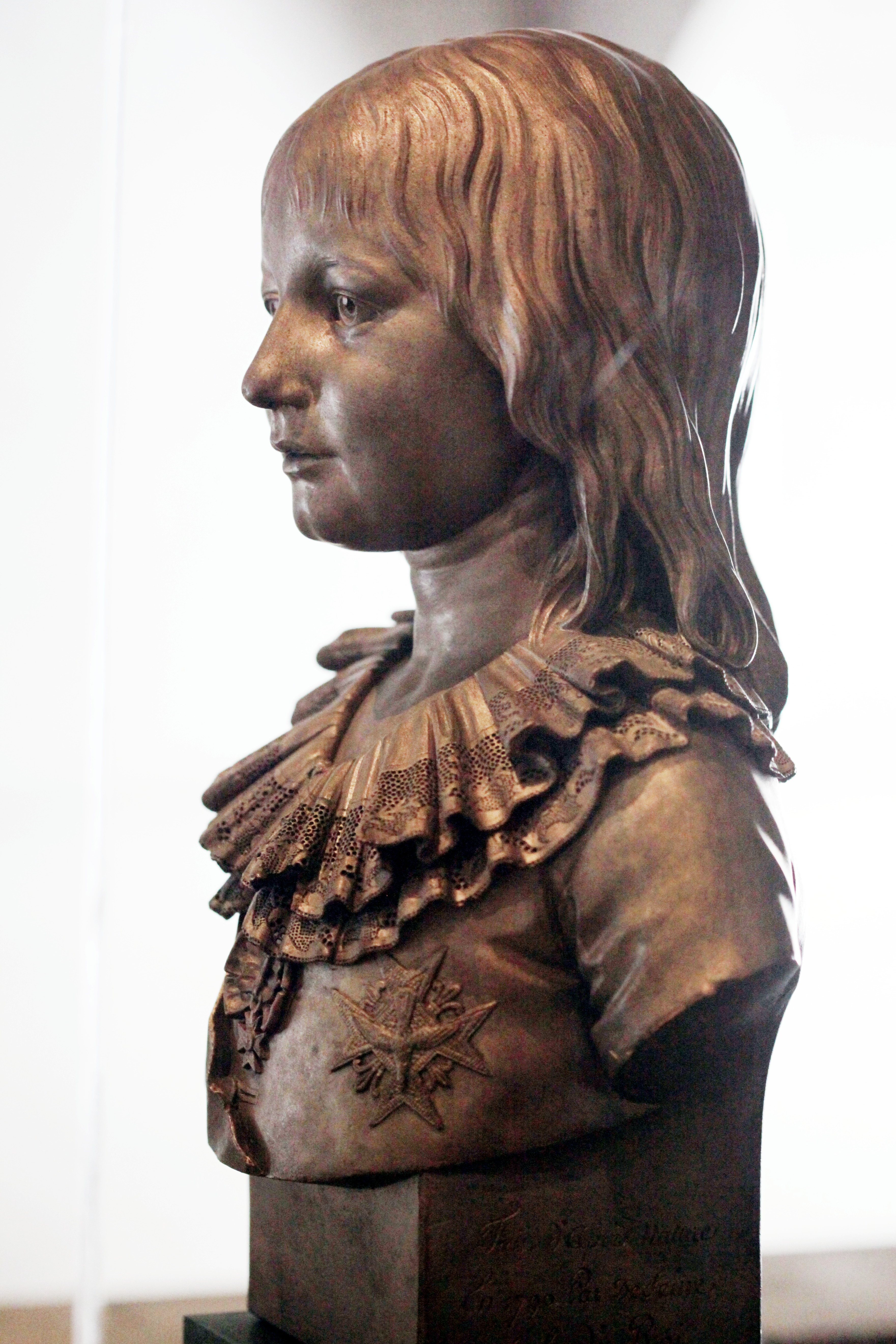
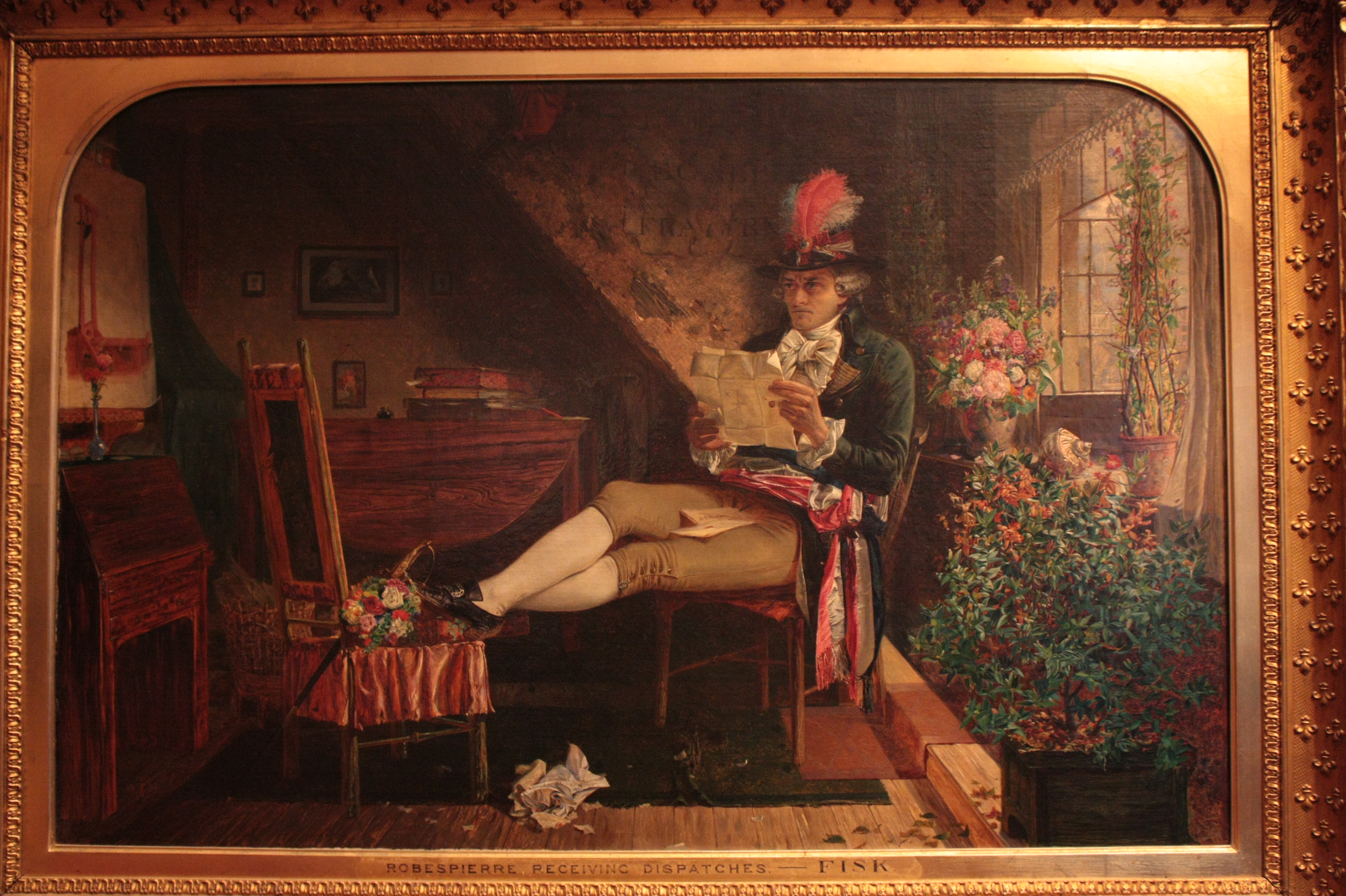
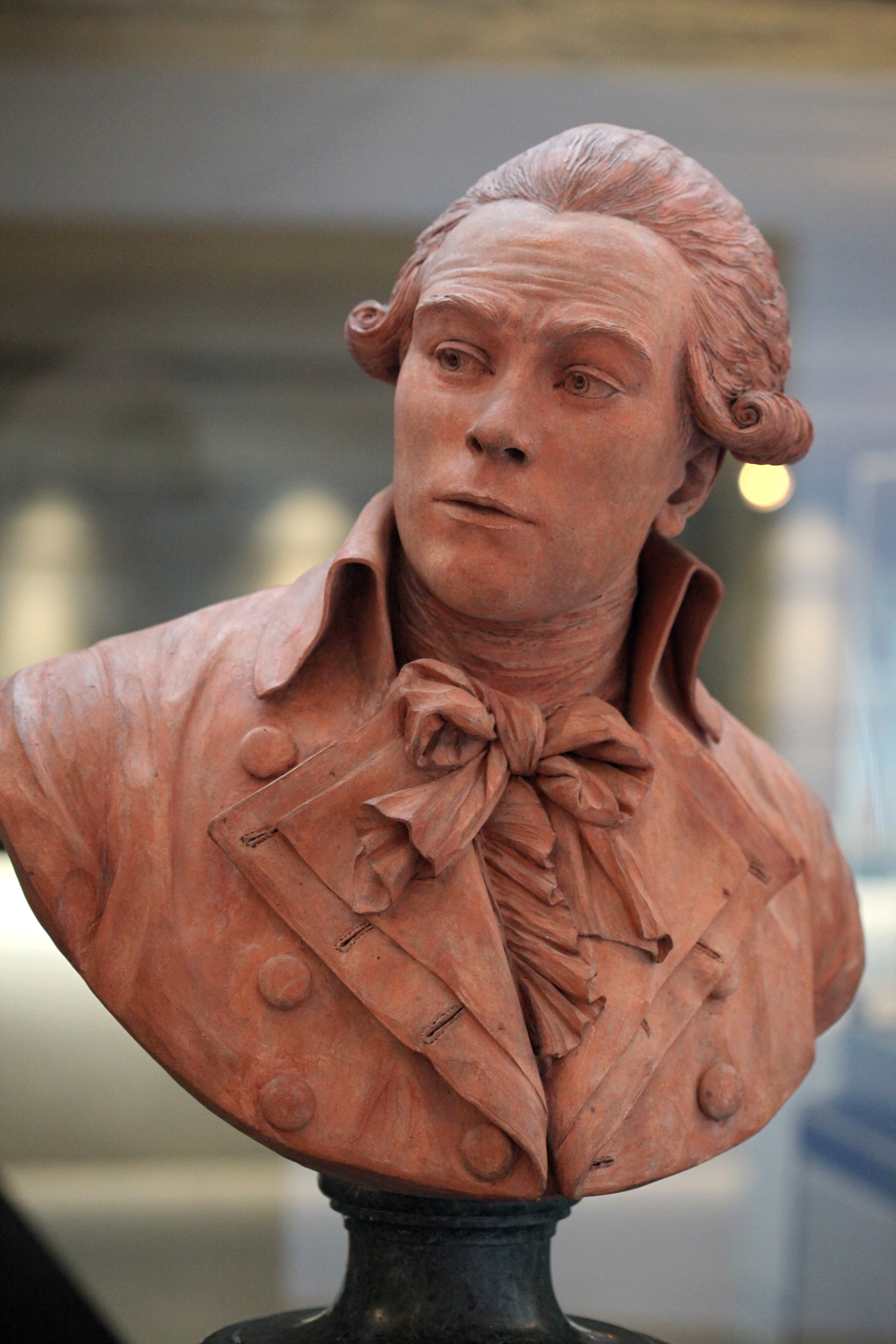
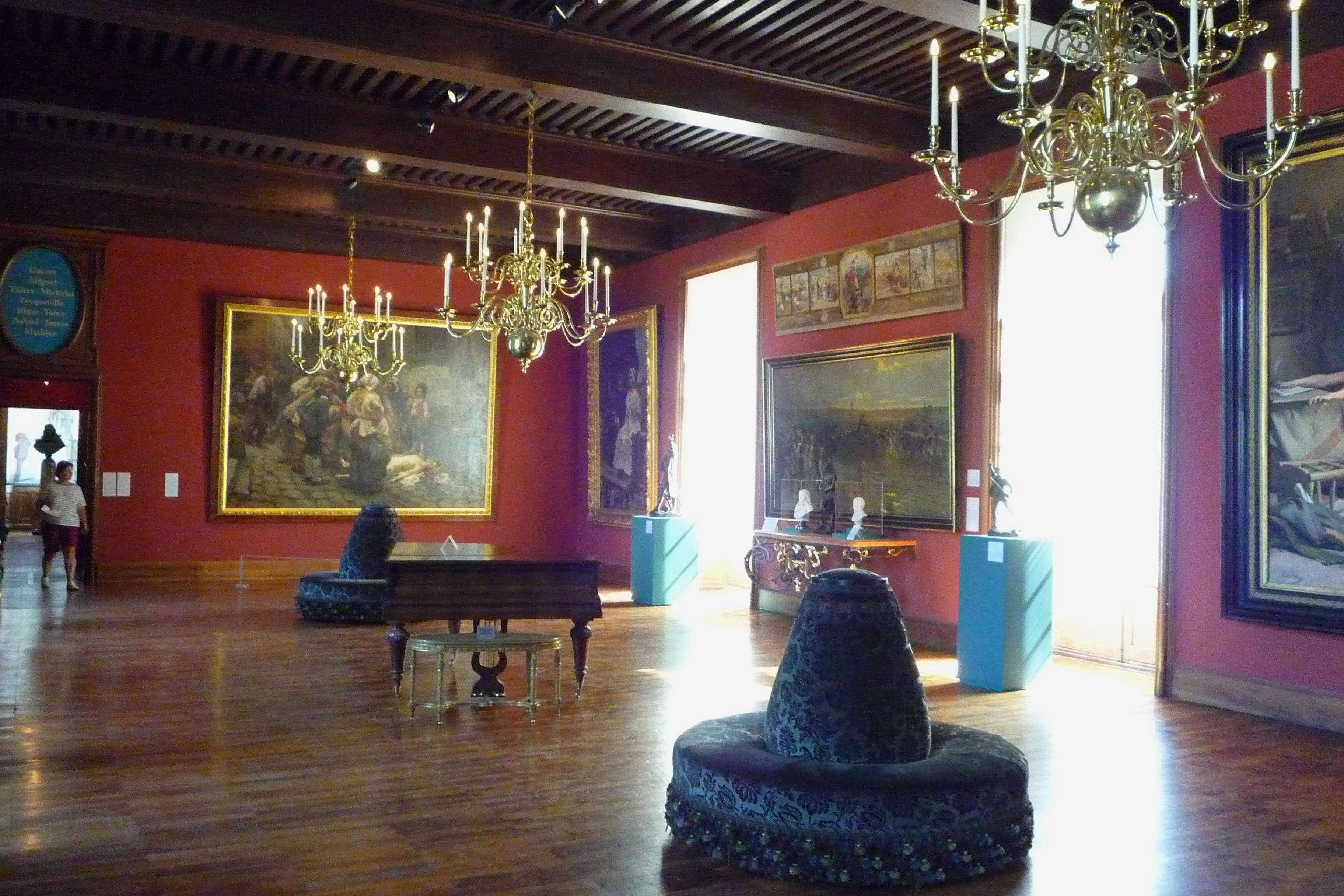